# Elitettan
Die Elitettan ist die zweithöchste Spielklasse im schwedischen Frauenfußball. Sie nahm im Jahr 2013 den Spielbetrieb auf und ersetzte die zweigleisige Division 1 als bisherige zweithöchste Spielklasse. Amtierender Meister ist Malmö FF.

## Modus
Die vierzehn Mannschaften treffen im Verlauf der Saison (April bis Oktober) in Hin- und Rückspiel zweimal auf jede andere Mannschaft. Meister und Vizemeister steigen in die Damallsvenskan auf, die drei letztplatzierten Vereine steigen in die Division 1 ab.

## Gründungsteilnehmer
Für die Premierensaison 2013 der Elitettan qualifizierten sich die beiden Absteiger aus der Damallsvenskan 2012 (Djurgården Damfotboll, AIK Solna), die beiden Verlierer der Aufstiegsplayoffs zur Damallsvenskan 2013 (QBIK Karlstad, IK Sirius), die dritt- bis sechstplatzierten Mannschaften beider Staffeln der Division 1 (Eskilstuna United, Hammarby IF, IFK Kalmar, Kvarnsvedens IK, IF Limhamn Bunkeflo, Östers IF, Sundsvalls DFF, Umeå Södra FF), der Gewinner des Playoffs der beiden Siebtplatzierten beider Staffeln der Division 1 (Hovås Billdal IF), sowie der einzige „echte“ Aufsteiger Älta IF aus der zuvor drittklassigen Division 2.

## Aufsteiger
- 2013: Eskilstuna United, AIK Solna
- 2014: Mallbackens IF, Hammarby IF
- 2015: Kvarnsvedens IK, Djurgården DFF
- 2016: IF Limhamn Bunkeflo, Hammarby IF
- 2017: Växjö DFF, IFK Kalmar
- 2018: Kungsbacka DFF, KIF Örebro DFF
- 2019: Umeå IK, IK Uppsala
- 2020: AIK Solna, Hammarby IF
- 2021: Umeå IK, IFK Kalmar, IF Brommapojkarna
- 2022: Växjö DFF, IFK Norrköping
- 2023: AIK Solna, Trelleborgs FF
- 2024: Malmö FF, Alingsås IF

## Absteiger
- 2013: IFK Kalmar, Östers IF, Sundsvalls DFF
- 2014: Umeå Södra FF, IF Brommapojkarna, IS Halmia
- 2015: Jitex Mölndal BK, Bollstanäs SK, Lidköpings FK
- 2016: QBIK Karlstad, Älta IF, Sunnanå SK
- 2017: Holmalunds IF, Östersunds DFF, Hovås Billdal IF
- 2018: Ljusdals IF, Västerås BK30, IF Böljan
- 2019: Asarums IF, Borgeby FK, Sundsvalls DFF
- 2020: Kvarnsvedens IK, Sandvikens IF, Sunnanå SK
- 2021: Borgeby FK, Bollstanäs SK
- 2022: Team TG FF, Rävåsens IK, Älvsjö AIK
- 2023: Ifö/Bromölla IF, BK Häcken FF, IK Rössö Uddevalla
- 2024: Lidköpings FK, Sundsvalls DFF, IFK Kalmar